# (4897) Tomhamilton
(4897) Tomhamilton – planetoida z pasa głównego asteroid okrążająca Słońce w ciągu 5 lat i 120 dni w średniej odległości 3,05 j.a. Została odkryta 22 sierpnia 1987 roku w Obserwatorium Palomar przez Eleanor Helin. Nazwa planetoidy pochodzi od Thomasa Williama Hamiltona (ur. 1939), pracującego przy Programie Apollo. Przed nadaniem nazwy planetoida nosiła oznaczenie tymczasowe (4897) 1987 QD6.